# Lolita Lempicka

Marchio della casa Lolita Lempicka

Lolita Lempicka, pseudonimo di Josiane Maryse Pividal (Bordeaux, 1954), è una stilista e creatrice di profumi francese, fondatrice del marchio Lolita Bis.

## Biografia
Dopo aver frequentato la scuola di moda Studio Berçot, Lolita Lempicka apre il suo primo atelier nel 1985, nel quartiere Le Marais a Parigi, poco distante dal negozio a Rive Droite, appena aperto da Azzedine Alaïa. She is noted for her suit designs. Poco tempo dopo debutta la prima sfilata della stilista, che ottiene buona accoglienza da parte della stampa.
Nel 1990 grande clamore ottiene una sfilata di lingerie di Lolita Lempicka organizzata nel cortile del Louvre, imponendo il proprio stile come nuova tendenza. Nel 1995, si è dedicata alla creazione di abiti da sposa, con un nuovo showroom Les Mariées de Lolita. Dal 1997 la produzione di Lolita Lempicka si allarga anche ai profumi, fra cui i più celebri diventeranno Lolita Lempicka (1997), L de Lolita Lempicka (2006) e Mon Rose (2009). Nel 2004 è stata realizzata una speciale versione della Nissan Micra firmata Lolita Lempicka.
Lolita Lempicka ha anche collaborato spesso con il cinema, realizzando alcuni dei costumi usati nei film L'accompagnatrice e Masques, oltre che per le serie televisive Highlander e Maigret.